# Kiyosu (Aichi)
Kiyosu (清須市 Kiyosu-shi?) es una ciudad localizada en la prefectura de Aichi, Japón. Con un área total de 13,31 km², a fecha de 1 de abril de 2006, contaba con una población de 55.592 habitantes. Su altura media sobre el nivel del mar esta alrededor de los 12 metros.
Limita al oeste con Nagoya, al este con Jimokuji(甚目寺) y al norte con Inazawa y Haruhi. Ubicada cerca de la desembocadura del río Shonai, también se encuentran cercanos los ríos Shi y Gojo. Se encuentra comunicado por varias líneas de ferrocarril y autovías con otras localidades de la región.
Los dos símbolos más característicos de la ciudad son el Puente Rojo sobre el río Gojo, conocido como Puente Otebashi y sobre todo el Castillo Kiyosu.
A lo largo de la historia, la zona ha experimentado varias uniones poblacionales para conformar comunidades mayores. La última de ellas se consolidó el 7 de julio de 2005, cuando las poblaciones de Kiyosu, Nishibiwajima y Shinkawa se unieron para crear la actual configuración de la ciudad de Kiyosu.

## Personas célebres de Kiyosu
- Akira Toriyama, mangaka y diseñador de personajes, pasó gran parte de su vida en Kiyosu, donde trabajaba en su estudio llamado "Bird Studio", un edificio de color naranja que solo se podía observar desde fuera, por privacidad del autor. Akira fue muy popular por sus manga y anime "Dr.Slump" y la serie "Dragon Ball", así como su participación en los videojuegos "Chrono Trigger" o la saga "Dragon Quest".

## Ciudades hermanadas
- Jerez de la Frontera, España.[3] (1994)